# 岩手県道223号盛岡滝沢線
岩手県道223号盛岡滝沢線（いわてけんどう223ごう もりおかたきざわせん）は、岩手県盛岡市から滝沢市鵜飼に至る一般県道である。

## 概要
片側1車線区間が多いが、盛岡西警察署前と境橋西交差点の間は交通量の増加に伴い2001年度（平成13年度）までに片側2車線化された。さらに排水性舗装への切り替えも進んでいる。なお下鵜飼より西は滝沢市が管理する市道姥屋敷線となって小岩井・網張方面へと続いている。
盛岡市中心部とベッドタウンの滝沢市を結ぶ幹線道路として交通量が多く、特に館坂五差路やいわて銀河鉄道線と交差する青山町踏切周辺で渋滞が激しい。また青山町踏切の一つ北側にある馬頭（ばとう）踏切西交差点は青山新駅工事に関連して変形十字路を見通しの良い交差点へ改良する工事が行われ（2005年（平成17年）8月3日完成）、青山町踏切も拡幅されて右折車線と歩道が新設された。
青山町踏切西十字路は平日7時半 - 8時半まで路線バス・タクシー・軽車両以外（館坂方向への）進入禁止。　

### 路線データ
- 実延長：5,513.1m
- 起点：盛岡市前九年一丁目（館坂交差点、岩手県道220号氏子橋夕顔瀬線交点）
- 終点：滝沢市下鵜飼（鵜飼交差点、岩手県道16号盛岡環状線交点）

## 歴史
- 1970年（昭和45年）12月15日 - 県道に認定される。

## 地理

### 通過する自治体
- 盛岡市
- 滝沢市

### 交差する道路
- 岩手県道220号氏子橋夕顔瀬線（館坂交差点・盛岡市前九年一丁目）
- 岩手県道16号盛岡環状線（鵜飼交差点・滝沢市下鵜飼）